# کوروندا
کوروندا (به لاتین: Kurunda) یک منطقهٔ مسکونی در روسیه است که در جمهوری آلتای واقع شده‌است.